# Liste der Stolpersteine in Elz (Westerwald)
Die Liste der Stolpersteine in Elz (Westerwald) enthält die Stolpersteine, die im Rahmen des gleichnamigen Kunst-Projekts von Gunter Demnig in Elz verlegt wurden. Mit ihnen soll an die Opfer des Nationalsozialismus erinnert werden, die in Elz lebten und wirkten.

## Liste der Stolpersteine
| Name                   | Adresse                      | Bild                                     | Inschrift | Verlegedatum  | Biografie und Anmerkungen |
| ---------------------- | ---------------------------- | ---------------------------------------- | --- | ------------- | ------------------------- |
| Jakob Müller           | Alexanderstraße 19 ·         | Stolperstein für Jakob Müller            | Hier wohnte Jakob Müller Jg. 1921 Heilanstalt Kalmenhof Heilanstalt Eichberg 'verlegt' 20.4.1943 Heilanstalt Hadamar ermordet 15.5.1943                       | 15. Mai 2017  |                           |
| Albert Rosenthal       | Augustastraße 6 ·            | Stolperstein für Albert Rosenthal        | Hier wohnte Albert Rosenthal Jg. 1893 Flucht 1936 Südafrika                                                                                                   | 15. Mai 2017  |                           |
| Emilie 'Emmy'Rosenthal | Augustastraße 6 ·            | Stolperstein für Emilie 'Emmy' Rosenthal | Hier wohnte Emilie 'Emmy' Rosenthal geb. Blumenthal Jg. 1893 Flucht 1939 Südafrika                                                                            | 15. Mai 2017  |                           |
| Hedwig Rosenthal       | Augustastraße 6 ·            | Stolperstein für Hedwig Rosenthal        | Hier wohnte Hedwig Rosenthal geb. Bauer Jg. 1902 Besitz arisiert Flucht 1938 Südrhodesien                                                                     | 7. Mai 2018   |                           |
| Bernhard Rosenthal     | Augustastraße 6 ·            | Stolperstein für Bernhard Rosenthal      | Hier wohnte Bernhard Rosenthal Jg. 1896 Besitz arisiert Flucht 1937 Schweiz Südrhodesien                                                                      | 7. Mai 2018   |                           |
| Hugo Meyer             | Hirtenplatz ·                | Stolperstein für Hugo Meyer              | Hier arbeitete Hugo Meyer Jg. 1878 unfreiwillig verzogen 1939 Köln tot 4.3.1941 Umstände ungeklärt                                                            | 15. Mai 2017  |                           |
| Isaak Ellendmann       | Mühlstraße 14 ·              | Stolperstein für Isaak Ellendmann        | Hier wohnte Isaak Ellendmann Jg. 1887 deportiert 1942 ermordet im besetzten Polen                                                                             | 15. Mai 2017  |                           |
| Bella Ellendmann       | Mühlstraße 14 ·              | Stolperstein für Bella Ellendmann        | Hier wohnte Bella Ellendmann geb. Metzger Jg. 1890 deportiert 1942 ermordet im besetzten Polen                                                                | 15. Mai 2017  |                           |
| Fanny Ellendmann       | Mühlstraße 14 ·              | Stolperstein für Fanny Ellendmann        | Hier wohnte Fanny Ellendmann Jg. 1913 'Polenaktion' 1938 Bentschen/Zbaszyn ermordet im besetzten Polen                                                        | 7. Mai 2018   |                           |
| Ruth Ellendmann        | Mühlstraße 14 ·              | Stolperstein für Ruth Ellendmann         | Hier wohnte Ruth Ellendmann Jg. 1928 deportiert 1942 ermordet im besetzten Polen                                                                              | 7. Mai 2018   |                           |
| Hermann Ellendmann     | Mühlstraße 14 ·              | Stolperstein für Hermann Ellendmann      | Hier wohnte Hermann Ellendmann Jg. 1914 'Polenaktion' 1938 Bentschen/Zbaszyn zurückgekehrt verhaftet 13.9.1939 Sachsenhausen Schicksal unbekannt              | 26. März 2021 |                           |
| Georg Eufinger         | Offheimer Straße 17b ·       | Stolperstein für Georg Eufinger          | Hier wohnte Georg Eufinger Jg. 1896 eingewiesen 29.2.1944 Heilanstalt Weilmünster 'verlegt' 1.10.1944 Heilanstalt Hadamar ermordet 20.10.1944                 | 7. Mai 2018   |                           |
| Josef Adam             | Pfortenstraße 5 ·            | Stolperstein für Josef Adam              | Hier wohnte Josef Adam Jg. 1906 im Widerstand/KPD verhaftet 4.7.1936 'Hochverrat' Zuchthaus Freiendiez Straflager Börgermoor Straflager Beller entlassen 1939 | 7. Mai 2018   |                           |
| Johann J. Abel         | Schmidtstraße ·              | Stolperstein für Johann J. Abel          | Hier wohnte Johann J. Abel Jg. 1900 im Widerstand/KPD 'Schutzhaft' 1933 Gefängnis Freiendiez verhaftet 7.4.1936 'Hochverrat' Sachsenhausen befreit            | 15. Mai 2017  |                           |
| Karl Suchan            | Waldstraße 19 (Malmeneich) · | Stolperstein für Karl Suchan             | Hier wohnte Karl Suchan Jg. 1902 eingewiesen 7.11.1933 Uni-Klinik Gießen zwangssterilisiert 1935 'verlegt' 24.3.1941 Hadamar ermordet 24.3.1941 'Aktion T4'   | 15. Mai 2017  |                           |